# Милорад Петровић (глумац)
Милорад Петровић (Шабац, 23. јун 1865 — Скопље, 12. јун 1928) био је српски глумац на прелазу из XIX у XX век. Популаран је по одиграној главној улози у филму Карађорђе, у првом српском играном филму из 1911. године.

## Биографија
Милорад Петровић је рођен 23. јуна 1865. године у Шапцу.
Био је један од великана српске позоришне сцене и један од првака Народног позоришта.
Између осталих глумачких остварења, мајсторски је интерпретирао Хаџи Лоју у истоименој Нушићевој трагедији.
Преминуо је 12. јуна 1928. године у Скопљу.

## Филмографија
- 1911. - Карађорђе, главна улога
- 1916. - Turbine rosso, италијански филм, Мајор Александар Диновић